# 더럽혀진 얼굴의 천사
《더럽혀진 얼굴의 천사》(Angels With Dirty Faces)는 미국에서 제작된 마이클 커티즈 감독의 1938년 범죄, 드라마 영화이다. 제임스 카그니 등이 주연으로 출연하였다.

## 출연

### 주연
- 제임스 카그니
- 팻 오브라이언

### 조연
- 험프리 보가트
- 앤 쉐리던
- 조지 밴크로프트
- 빌리 해로프

## 기타
- 미술: 로버트 M. 하스
- 의상: 오리 켈리